# Odontosección
La odontosección es un procedimiento quirúrgico, que consiste en la ruptura o fractura intencional, de una pieza dentaria para realizar o facilitar un tratamiento posterior, el cual puede ir desde la restauración de un fragmento o pieza dental hasta la exodoncia del mismo.

## Tiempos quirúrgicos
Toda intervención quirúrgica consta de tres apartados fundamentales: apertura del campo o acceso, operación propiamente dicha y reposición de los tejidos o sutura. La cirugía bucal comparte estos apartados, sistematizándose de forma algo más descriptiva. 
La diéresis es el inicio de toda intervención quirúrgica. Supone la separación de los tejidos que cubren el proceso patológico que se va a tratar, para favorecer un abordaje adecuado, pudiéndose tratar procesos cutáneos y mucosos, o puede ser necesario atravesar estos tejidos para alcanzar planos más profundos, como el óseo. Para la realización de la incisión es necesario conocer sobradamente la anatomía de la zona, porque de lo contrario se pueden ocasionar accidentes vasculares, nerviosos y funcionales que pueden llegar a ser nefastos, tanto para el territorio tratado como para el paciente.
Una vez realizados los diferentes trazos de la incisión se procede a la separación de la mucosa del hueso, levantando lo que se denomina colgajo, formado por la mucosa o fibromucosa y el periostio. El levantamiento del colgajo se realiza, por lo general, con un periostótomo, que se maneja cogiéndolo a modo de lapicero. Cuando se ha extraído el colgajo suele ser necesario extraer o cortar el hueso expuesto para acceder al proceso que se va a tratar. Para ello se realiza la ostectomía, que eliminará este hueso por medio de instrumentos rotatorios, es decir, una fresa redonda montada en pieza de mano, que podrá completarse con instrumentos manuales a modo de sacabocados, bien sea con pinza de gubia o lima de hueso, para ampliar el campo operatorio. Según la posición en que se encuentre el diente puede ser necesario realizar una odontosección.
Una vez realizado el tratamiento de la cavidad y la hemostasia, se lleva a cabo la sinéresis o sutura, el último tiempo quirúrgico, que tiene por objeto aproximar los bordes de la herida incididos previamente. Siempre que sea posible, se procurará dejar los bordes en la misma posición que ocupaban al principio. Además la sutura favorece la hemostasia al coaptar de forma firme los bordes de la herida y facilita la cicatrización por primera intención. Para ello se utilizan hilos de sutura montados en agujas triangulares curvas atraumáticas, portagujas del tipo Mayo y pinzas de disección con dientes.

## Técnica de la odontosección
Según la posición en que se encuentre el diente que va a ser extraído, puede ser necesaria su división en fragmentos para ser retirado sin necesidad de sacrificar mayor cantidad de hueso.
La acción de dividir el diente se denomina odontosección. Hay que señalar que una vez realizada la ostectomía necesaria, es preferible preservar el hueso del paciente y dividir el diente en los fragmentos necesarios para poder extraerlo en su totalidad, sin necesidad de aumentar dicha ostectomía. Esta maniobra se realizará con fresas de fisura montada en pieza de mano y debe existir una refrigeración muy abundante, con suero fisiológico.
El surco que se obtiene con la fresa no debe ser excesivamente ancho, pero sí debe abarcar todo el diámetro del diente, pues de lo contrario, cuando con un elevador recto y ancho introducido en el surco, se pretenda separar los fragmentos, solamente se conseguirán piezas muy pequeñas e irregulares, lo cual no ayudará a la extracción.
Puede utilizarse para la odontosección la misma fresa redonda de carburo de tungsteno empleada para la ostectomía, pero por su diámetro, el surco que se produce es muy ancho y cuando se introduce el elevador recto su hoja no consigue apoyo suficiente para separar los fragmentos, por lo que será necesario seguir realizando otras odontosecciones sin haber extraído fragmentos. De este modo, es fácil que se pierda la orientación anatómica y espacial del diente y se retrase la intervención.
No se recomienda el uso de la turbina para realizar las odontosecciones, a pesar de que por su mayor velocidad se acorte el tiempo de intervención. Esto es así porque a tamaña velocidad se produce una mayor cantidad de calor, y el aire que expulsa puede penetrar en los tejidos y producir un enfisema aparatoso, que si bien no suele constituir habitualmente ningún peligro, sí que puede angustiar de gran manera al paciente.

## Tipología de las odontosecciones
Casi el cien por ciento de las odontosecciones inferiores se realiza en los molares, donde se realiza una separación de las raíces, a fin de facilitar la extracción. Este procedimiento se conoce con el nombre de radiculosección. Si al momento de extraer un molar inferior no se logra la luxación o se produce una fractura de la corona, la odontosección pasa a ser el tratamiento de total elección. Se realiza con una fresa conectada a una pieza de mano o a un motor eléctrico de cirugía. El desgaste se realiza justo en el medio de la corona o resto radicular, en sentido mesio distal, siguiendo una dirección vestíbulo lingual, previamente conociendo la anatomía dental del diente a extraer, y se localiza la furca radicular. La profundidad dependerá del estado de la corona dentaria: cuanta más corona quede, más profunda será, pues el objetivo es tratar de llegar lo más apical posible sin dañar el septum óseo. Posteriormente, se introduce un elevador recto en la ranura y se gira para provocar la fractura de la pieza. A través de este procedimiento se removerán las dos raíces, utilizando elevadores convencionales o elevadores de Winter. Sin embargo, este último tiene el problema de destruir el septum, por lo que el reborde óseo cicatricial será defectuoso.
Otra tipo de odontosección muy común es la utilizada en la cirugía de los terceros molares inferiores. Puede llegar a ser más compleja, aunque su finalidad es la misma. Generalmente, se realiza una coronosección, en los molares severamente impactados, y una radiculosección en las piezas con raíces curvas que impiden un solo eje de salida. En ambos casos la odontosección consistirá en la separación o disminución del bloque constituido por la pieza dentaria y no la destrucción de la misma. El objetivo de una odontosección en una exodoncia consiste en disminuir la dificultad y el trauma posterior del paciente, facilitando la extracción. Por ello, si se realiza un desgaste muy agresivo a nivel radicular es probable que sea más dificultoso eliminar el remanente radicular del alvéolo.
Otra maniobra a mencionar es el tipo de odontosección que se realiza para lograr la rehabilitación de una pieza muy comprometida en alguna de sus raíces, teniendo aún la otra posibilidad de tratamiento. En este caso, se procede de la misma manera, con un corte y una separación de las raíces, pero se elimina solo la raíz condenada, dejando la otra en la boca para su correcta restauración. Se trata de un procedimiento muy simple para aquellos profesionales habituados al mismo.
Por último, podemos nombrar la odontosección horizontal, técnica utilizada para nivelar el plano oclusal cuando por falta de las piezas dentarias antagonistas (molares o premolares) invaden el espacio protético del maxilar opuesto, imposibilitando la reposición de las piezas faltantes con su forma y dimensión normal además de producir en muchos casos interferencias en el cierre mandibular. Mediante un corte aproximadamente a 1,5mm de la superficie oclusal, se separa un fragmento dental que contiene intacta la cara oclusal de la pieza a tratar y se la repone de manera adhesiva, cementandola sobre la zona remanente, haciendo de esta manera que se reduzca la altura oclusal, sin necesidad de tratamientos endodónticos ni protésicos ulteriores.